# Sara Kulka
Sara Kulka (* 26. Juni 1990 in Polen) ist eine polnisch-deutsche Reality-TV-Darstellerin und ein ehemaliges Model.

## Leben
Kulka wuchs in einfachen Verhältnissen bei ihren Großeltern in einem Dorf bei Goleniów in Polen auf. Mit sechs Jahren holte ihre Mutter sie zu sich nach Taucha bei Leipzig. Nach ihrem Realschulabschluss absolvierte sie eine Ausbildung zur Kauffrau. Mit 18 Jahren tanzte sie als Stripperin in einem Chemnitzer Club an der Stange. Dies sorgte für Schlagzeilen, als sie 2012 bei Germany’s Next Topmodel den fünften Platz belegte. Danach stand sie zeitweilig bei der Modelagentur von Heidi Klums Vater unter Vertrag. Im Juli 2012 erschien in der Fitnesszeitschrift Shape eine Fotostrecke mit ihr.
Gemeinsam mit dem Modeschöpfer Thomas Rath hatte Kulka 2013 einen Statistenauftritt in der Folge Laufsteg in den Tod der Serie Polizeiruf 110. Zudem war sie in der April 2013-Ausgabe des russischen Mode-Magazins Moi Ostrov mit einem Fashion-Editorial zu sehen. Im Juni 2013 arbeitete Kulka mit Rosanna Davison für eine Kampagne von Captain Morgan in London.  Im August 2013 wurde sie Siegerin der RTL-Sendung Wild Girls – Auf High Heels durch Afrika. 2015 nahm Kulka an der RTL-Sendung Ich bin ein Star – Holt mich hier raus! teil und belegte den achten Platz. In der Februar-Ausgabe 2015 des deutschen Playboys waren sie und Angelina Heger mit einer Fotostrecke zu sehen. Im Sommer 2015 nahm sie an der RTL-Sendung Ich bin ein Star – Lasst mich wieder rein! teil. 
2014 wurde sie Mutter einer ersten und 2016 einer zweiten Tochter.

## TV-Shows
- 2012: Germany’s Next Topmodel
- 2013: Wild Girls – Auf High Heels durch Afrika
- 2015: Ich bin ein Star – Holt mich hier raus!
- 2015: mieten, kaufen, wohnen
- 2015: Das perfekte Promi-Dinner
- 2015: Ich bin ein Star – Lasst mich wieder rein!
- 2015: Promi Shopping Queen
- 2022: Ich bin ein Star – Die Stunde danach
- 2022: Ich bin ein Star – Holt mich hier raus! Die große Dschungelparty
- 2022: Nightwatch – Jenseits der Angst
- 2025: Villa der Versuchung – Alles hat seinen Preis